# Fröndenberg
Fröndenberg é uma cidade da Alemanha localizado no distrito de Unna, região administrativa de Arnsberg, estado de Renânia do Norte-Vestfália.